# Cryptotrogus mesopotamica
Cryptotrogus mesopotamica är en skalbaggsart som beskrevs av Rudolph Petrovitz 1962. Cryptotrogus mesopotamica ingår i släktet Cryptotrogus och familjen Melolonthidae. Inga underarter finns listade i Catalogue of Life.